# Meziválečné období

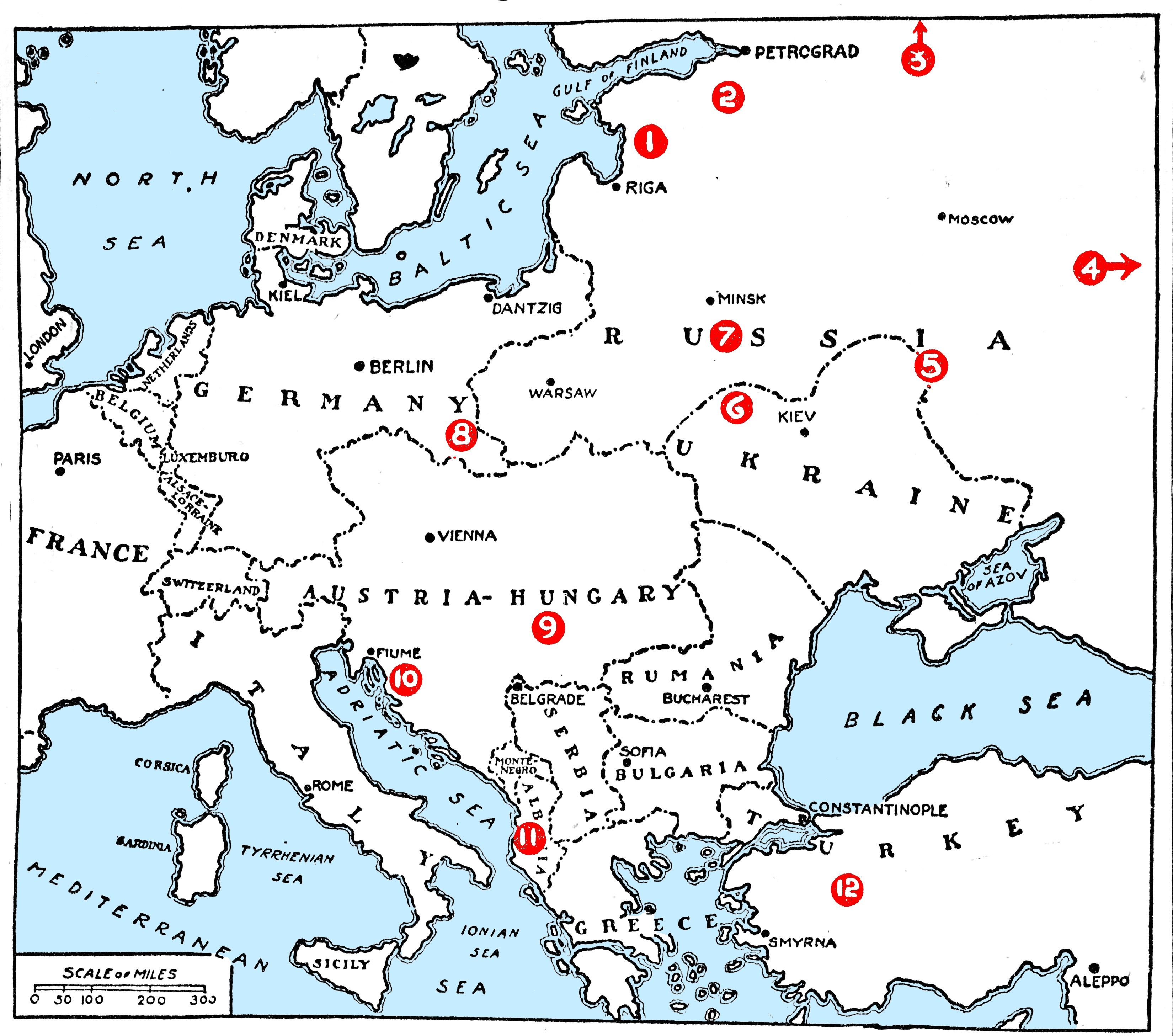
New-York Tribune vytiskl tuto mapu ozbrojených konfliktů ve střední a východní Evropě v roce 1919, rok po skončení první světové války.

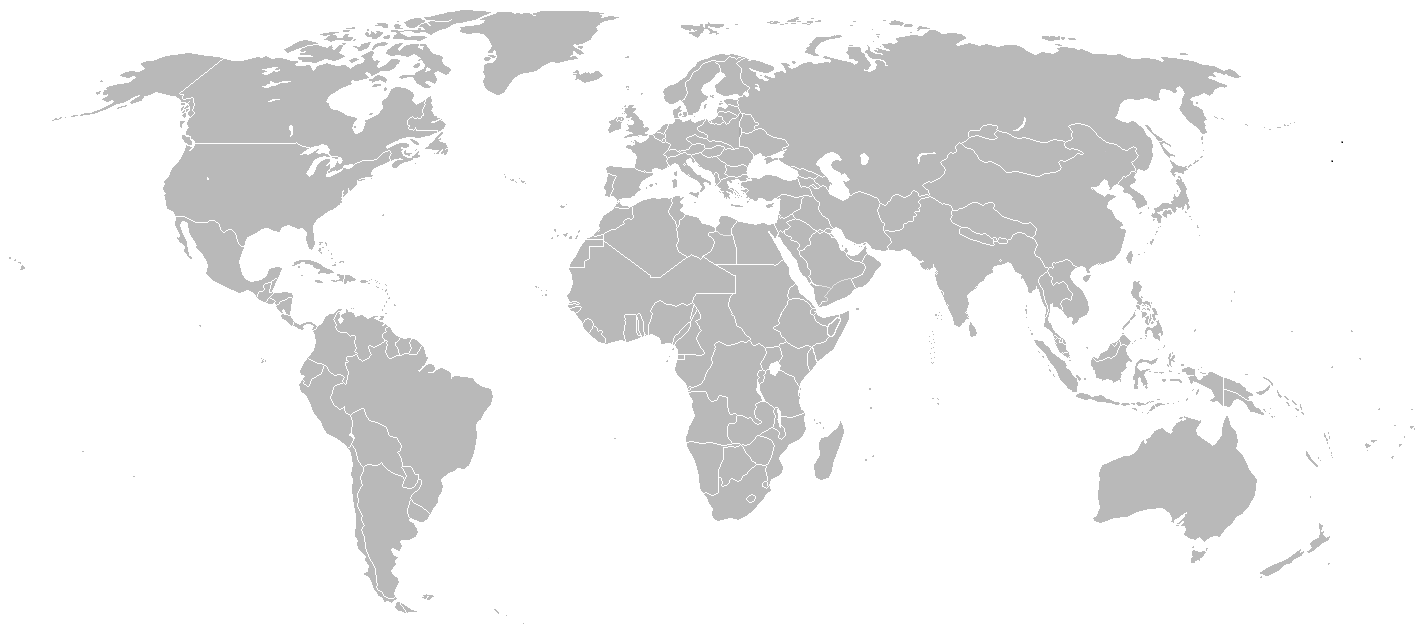
Hranice v roce 1921

Meziválečné období (anglicky interwar period či interbellum, z latinského inter bellum (mezi válkami, tj. období míru) trvalo od 11. listopadu 1918 do 1. září 1939 (20 let, 9 měsíců, 21 dní) – od konce první světové války do začátku druhé světové války.
Meziválečné období bylo relativně krátké, přesto se vyznačovalo mnoha společenskými, politickými a ekonomickými změnami. Výroba energie na bázi ropy a s ní spojená mechanizace vedly k prosperujícím dvacátým létům, době sociální a ekonomické mobility střední třídy. Ve vyspělých zemích se začal běžně používat automobil, elektrické osvětlení, rádio a další. Následovala Velká hospodářská krize, bezprecedentní celosvětový hospodářský pokles, který vážně poškodil mnoho největších světových ekonomik.
Politicky se tato éra shodovala se vzestupem komunismu, počínaje v Rusku říjnovou revolucí a občanskou válkou na konci první světové války a konče vzestupem fašismu, zejména v Německu a Itálii. V Číně probíhala občanská válka mezi Kuomintangem a Komunistickou stranou Číny. Imperialismus byl vnímán stále více negativně a v mnoha koloniích se objevila hnutí za nezávislost; v Evropě se po vleklých bojích osamostatnila většina Irska.
Ruská, Osmanská a Německá říše a Rakousko-Uhersko se rozpadly a osmanská území a německé kolonie byly přerozděleny mezi státy Dohody, především Británii a Francii. Západní části Ruské říše, Estonsko, Finsko, Lotyšsko, Litva a Polsko se staly nezávislými národy a Besarábie (nyní Moldavsko a části Ukrajiny) se rozhodla sjednotit s Rumunskem.
V Rusku se bolševikům podařilo znovu získat kontrolu nad Běloruskem a Ukrajinou, střední Asií a Kavkazem, čímž vznikl Sovětský svaz. Na Blízkém východě získaly nezávislost Egypt a Irák. Během Velké hospodářské krize země v Latinské Americe znárodnily, ve snaze posílit své vlastní ekonomiky, mnoho zahraničních společností (z nichž většina patřila Spojeným státům americkým). Územní ambice Sovětů, Japonců, Italů a Němců vedly k rozšíření jejich sfér vlivu.

## Rozdělení na etapy
Meziválečné období lze rozdělit na čtyři etapy:
1. Dobu krize a postupné stabilizace po první světové válce, jež trvala zhruba do roku 1924. Nové uspořádání po velké válce dohadovali spojenci na pařížské mírové konferenci od roku 1919. Ta následujícího roku založila také Společnost národů, první celosvětové sdružení většiny samostatných států, jež se však později ukázalo neschopné řešit mezinárodní problémy a předcházet konfliktům. Evropu poznamenala řada otřesů jako byla občanská válka v Rusku, po níž se tam ustavil komunistický režim, související komunistická povstání v Maďarsku a Bavorsku, dále turecká válka za nezávislost a nástup prvního fašistického režimu v Itálii roku 1923. Mnoho států zažilo hyperinflaci, způsobenou snahou krýt zvýšené výdaje pomocí tištění většího množství peněz, což vedlo k ochuzení obyvatelstva a ekonomické i politické nestabilitě; Německo a Rakousko měly hyperinflaci až do roku 1923.
2. Hospodářské oživení a relativní politická stabilita na Západě, „šťastná dvacátá léta“ (Roaring Twenties v anglosaském světě, années folles ve Francii, Goldene Zwanziger v Německu) do roku 1929. Již roku 1927 ovšem naplno propukla čínská občanská válka mezi tamními nacionalisty a komunisty.
3. Velkou hospodářskou krizi do poloviny 30. let, jež po USA rychle zasáhla celý svět a v Německu vedla k nástupu nacismu v roce 1933.
4. Období postupného rozkladu politického světového řádu během 30. let, což bylo zapříčiněno zejména agresivní mezinárodní politikou zemí Osy Berlín–Řím–Tokio. Toto období v Asii započalo již roku 1931 japonskou expanzí na pevnině (mukdenský incident a následující invaze Mandžuska, potom druhá čínsko-japonská válka od roku 1937), v Africe roku 1935 druhou italsko-etiopská válkou a v Evropě naplno propuklo až španělskou občanskou válkou roku 1936. Německá invaze do Polska v září 1939 se pak stala přímou příčinou druhé světové války. Ve Spojených státech byla 30. léta především ve znamení politiky Nový úděl, kterou roku 1933 vyhlásil prezident F. D. Roosevelt jako prostředek překonání ekonomické krize.

## Československo
V českých dějinách se meziválečné období z hlediska politického režimu dělí na První československou republiku (28. říjen 1918 – 30. září 1938), Mnichovskou dohodou okleštěnou Druhou republiku (1. října 1938 – 14. března 1939) a první měsíce Protektorátu Čechy a Morava. Ve střední Evropě se ovšem konec meziválečného období jako politické a kulturní epochy kryje spíše již s anšlusem Rakouska a rozvrácením Československa Hitlerem v roce 1938 než až s vlastním začátkem světové války.